# Cá nhiễm thủy ngân

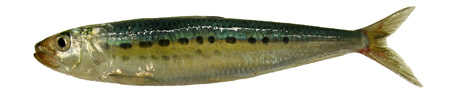
Cá trích được cho là ít nhiễm phải thủy ngân

Các loài cá có thể bị nhiễm chất thủy ngân thông qua nhiều hình thức khác nhau, chẳng hạn như quá trình tích lũy sinh học mêtyl thủy ngân nằm trong chuỗi thức ăn, đạt đến mức tích lũy cao trong một số loài như cá ngừ. Các loài cá lớn như cá ngừ hay cá kiếm thông thường chứa nhiều thủy ngân hơn các loài cá nhỏ, do thủy ngân tích lũy tăng dần theo chuỗi thức ăn. Cá tuyết, cá hồi, cá tuyết chấm đen, cá trích và cá mòi được coi là các loại cá có mức thủy ngân thấp. Ngược lại, cá kiếm, cá ngừ được cho là có nồng độ thủy ngân thường vượt quá mức an toàn. Sự ngộ độc thủy ngân đối với con người là kết quả của việc tiêu thụ lâu dài một số loại lương thực, thực phẩm nào đó, thủy ngân có thể tác động làm thay đổi các hệ thống thần kinh và sinh sản của con người và động vật hoang dã.